# فيشال–شيخار
فيشال-شيخار هما ثنائي تأليف وإنتاج وغناء وكتابة أغاني هندي يتكون من فيشال دادلاني وشيخار رافجياني من مومباي. اشتهر فيشال-شيكار بشكل أساسي بعملهما كمؤلفين موسيقيين في السينما الهندية، كما سجلا أيضًا باللغة التيلجو والتاميلية والمراثية مع أمثال Akon وThe Vamps وImogen Heap وDiplo . لقد تم بثها أكثر من 3 مليار مرة على اليوتيوب، وكان لها 72 أغنية فردية رقم واحد، وتم عرضها في أكثر من 350 مقطع صوتي لأفلام. إنهم أحد أنجح الملحنين الموسيقيين في تاريخ موسيقى بوليوود.
الموسيقى التصويرية الأكثر شهرة تشمل Jhankaar Beats (2003)، Dus (2005)، Salaam Namaste (2005)، Bluffmaster (2005)، أوم شانتي أوم (2007)، Tashan (2008)، Bachna Ae Haseeno (2008)، Dostana (2008). ، أنا أكره قصص الحب (2010)، أنجانا أنجاني (2010)، تيز مار خان (2010)، رع. واحد (2011)، الصورة القذرة (2011)، طالب العام (2012)، تشيناي إكسبرس (2013)، جوري تيري بيار مين (2013)، هاسي توه فاسي (2014)، بانغ بانغ! (2014)، سنة جديدة سعيدة (2014)، سلطان (2016)، بيفكر (2016)، تايجر زيندا هاي (2017)، بهارات (2019)، حرب (2019) و باثان (2023). لقد ظهروا أيضًا كحكام في Indian Idol Junior ، وThe Stage India ، وMTV Hustle ، و Sa Re Ga Ma Pa ، و Voice of India - Mummy Ke Superstars ، و Indian Idol ، و Jo Jeeta Wohi Superstar . كما تم تأليف الموسيقى الخلفية من عام 1994 إلى عام 2012. بعد فترة، قام رافجياني بتأليف موسيقى خلفية بشكل مستقل.

## خلفية
فيشال دادلاني هو أيضًا المغني الرئيسي لفرقة Pentagram الإلكترونية التي تتخذ من مومباي مقراً لها. تعاون مع إيموجين هيب في أغنية "Minds Without Fear" لحلقة من مسلسل The Dewarists .
شيخار رافجياني هو مغني كلاسيكي مدرب (تحت إشراف الأستاذ نياز أحمد خان). تعلم العزف على الأكورديون من والده، وهو متحمس للموسيقى، هاسموخ رافجياني. كان شيخار أحد المشاركين في مسابقة الغناء Sa Re Ga Ma Pa على قناة Zee TV في عام 1997. قام بتأليف وغناء الأغاني الماراثية "Saazni" في عام 2012 و "Saavli" (مع Sunidhi Chauhan) في عام 2011.

## مسيرته السينمائية الموسيقية

### 1999 – 2002: البدايات في بوليوود
سوجال ماهيشواري وفيشال دادلاني، جنبًا إلى جنب مع زملائه في فريق Pentagram Shiraz Bhattacharya وSamrat، ظهروا لأول مرة في بوليوود من خلال تأليف مقطوعات موسيقية لفيلم Tyger Productions Pyaar Mein Kabhi Kabhi (1999) بما في ذلك الأغاني الناجحة "Woh Pehli Baar" و"Musu Musu Hasi". . وبمحض الصدفة، قام صديق طفولة دادلاني، شيخار رافجياني، أيضًا بتأليف بعض الأغاني في نفس الفيلم بما في ذلك أغنية "Dil Se Mere Door Na Jana". التقى صديقا الطفولة في الاستوديو أثناء تسجيل أغاني الفيلم حيث قررا تشكيل فريق معًا لكتابة موسيقى لأفلام بوليوود. لقد شكلوا الثنائي الموسيقي فيشال-شيكار.
كان أول تأليفهم في بوليوود كثنائي بمثابة مؤلفين ضيوف في فيلم Champion للمخرج Padam Kumar، حيث قاموا بتأليف مقطوعتين هما "Aisa Champion Kahan" و"Lelo Lelo". سيقومون بتأليف أغنية واحدة كمؤلفين ضيف لـ Rehnaa Hai Terre Dil Mein (2001) و Mujhe Kucch Kehna Hai (2001). أول موسيقى تصويرية كاملة لفيلم فيشال-شيكار كانت لفيلم Vadh (2002).

### 2003 – 2007: اختراق
تم ملاحظة فيشال شيخار لأول مرة في بوليوود مع أغنية Jhankaar Beats (2003)، والتي تضمنت أغاني ناجحة مثل "Tu Aashiqui Hai" و"Suno Na". فازوا بجائزة Filmfare RD Burman للموهبة الموسيقية الجديدة عن أغنية Jhankaar Beats . اشتهر فيشال شيخار بإدخال موسيقى التكنو إلى بوليوود، وواصل نجاحه بعد فيلم Jhankaar Beats مع الموسيقى التصويرية لأفلام مثل Supari (2003) و Musafir (2004). كما حقق فيلم "Allah Ke Bande" من Waisa Bhi Hota Hai الجزء الثاني نجاحًا خلال هذه الفترة. بدأ فيشال وشيخار في تلقي العروض من لافتات أكبر وكان عام 2005 ناجحًا للغاية بالنسبة للثنائي حيث قاما بتأليف الأغاني لثلاثة أفلام: Dus و Salaam Namaste و Bluffmaster . وقد حصلوا على أول ترشيح لهم لجائزة فيلم فير لأفضل مخرج موسيقي .
واصل الثنائي كتابة الموسيقى التصويرية الناجحة خلال هذه الفترة بما في ذلك Golmaal: Fun Unlimited (2006)، و I See You (2006)، و Ta Ra Rum Pum (2007)، و Om Shanti Om (2007). حصل فيلم Om Shanti Om، الذي تضمن الأغاني الناجحة "Main Agar Kahoon" و"Dard-e-Disco" و"Aankhon Mein Teri"، على ترشيح الثنائي للمرة الثانية لجائزة فيلم فير لأفضل مخرج موسيقي. فازوا بجائزة أفضل ملحن في حفل توزيع جوائز الفيلم الآسيوي الثاني عن فيلم Om Shanti Om .

### 2008 – حتى الآن: نجاح كبير
كان عام 2008 هو العام الذي أثبت فيه فيشال وشيخار أنفسهما بين المخرجين الموسيقيين الرائدين في بوليوود من خلال الموسيقى التصويرية الشهيرة للغاية لأفلام Tashan و De Taali و Bachna Ae Haseeno و Dostana . كان لدى تاشان الأغنية الناجحة "Falak Tak Chal Saath Mere" بينما كان لدى Bachna Ae Haseeno العديد من الأغاني الناجحة بما في ذلك "Khuda Jaane" و"Lucky Boy" وكان لدى Dostana رقم القطعة الدائم الخضرة "Desi Girl". حصل فيلم Dostana على ترشيحهم الثالث لجائزة فيلم فير لأفضل مخرج موسيقي.
بعد إصدار فيلم واحد فقط وهو علاء الدين في عام 2009، واصل فيشال وشيخار نجاحهما في عام 2010. وشمل العام أنجانا أنجاني التي حققت أغنيتي "Tujhe Bhula Diya" و"Aas Paas Khuda" و "I Hate Luv Stories " التي حققت نجاحات دائمة مع "Bin Tere" و"Bahara". حاز كلا الفيلمين على ترشيحين لجائزة فيلم فير لأفضل مخرج موسيقي في حفل توزيع جوائز فيلم فير السادس والخمسين . وتضمن نفس العام أيضًا Tees Maar Khan ، والذي تضمن الأغنية الناجحة " Sheila Ki Jawani "، وهي واحدة من أغنيتي بوليوود الأكثر شعبية في عام 2010 إلى جانب " Munni Badnaam Hui ".
استمر نجاح فيشال-شيكار مع اثنين من الموسيقى التصويرية الرئيسية في عام 2011 لـ را. وان والصورة القذرة . وتضمن أحد الألبومات الأغنيتين الناجحتين "Dildaara" و" Chammak Challo "، والتي ظهر فيها المغني العالمي Akon على الغناء، في حين كان ألبوم The Dirty Picture يحتوي على الأغنية الناجحة "Ooh La La" و"Ishq Sufiana". وقد حصلوا على ترشيحهم السادس لجائزة فيلم فير لأفضل مخرج موسيقي عن فيلم Ra. واحد . في العام التالي، قام فيشال شيخار بتأليف الموسيقى لفيلم طالب العام (2012) للمخرج كاران جوهر ، والذي تضمن مسارات ناجحة مثل "Ishq Wala Love" و"The Disco Song"، مما أكسب الثنائي ترشيحهما السابع لجائزة فيلم فير لأفضل مخرج موسيقي.
واصل فيشال وشيخار تعاونهما مع شركة ريد تشيليز إنترتينمنت بعد فيلم أوم شانتي أوم مع الموسيقى التصويرية الناجحة لفيلم تشيناي إكسبريس (2013) وهابي نيو يير (2014)، وحصلا على ترشيحهما الثامن لجائزة فيلم فير لأفضل مخرج موسيقي عن الفيلم الأول.
وواصلوا نجاحهم في عام 2016 مع سلطان وبفكري . كان لدى سلطان الأغنية الناجحة "Baby Ko Bass Pasand Hai" و " Jag Ghoomeya " بينما كان لدى Befikre الأغنية الناجحة " Nashe Si Chad Gayi " والتي انتشرت على نطاق واسع وكانت أول أغنية هندية تحقق 300 مليون مشاهدة ثم 400 مليون مشاهدة.مليون مشاهدة على اليوتيوب. يضم حاليًا أكثر من 600 مليون مشاهدة. في نفس العام، تعاون الثنائي مع فرقة الروك البريطانية The Vamps في الأغنية المنفردة " Beliya ". حصل فيلم "سلطان" على ترشيحهم التاسع لجائزة فيلم فير لأفضل مخرج موسيقي.
حققت موسيقى فيشال-شيكار لفيلم Tiger Zinda Hai (2017) نجاحًا كبيرًا مع " Dil Diyan Gallan " و"Swag Se Swagat"، حيث أصبحت الأغنية الأخيرة أسرع أغنية في العالم تصل إلى 100 مليون مشاهدة وسجلت 650 مليون مشاهدة. مليون مشاهدة على اليوتيوب في عامه الأول.
واصل فيشال وشيخار مسيرتهما الجيدة مع الموسيقى التصويرية لأفلام Student of the Year 2 (2019)، و Bharat (2019)، و Pathaan (2023)، وحصلا على ترشيحهما العاشر لجائزة فيلم فير لأفضل مخرج موسيقي لفيلم Bharat .